# Kirsten Klein
Kirsten Klein (født 18. januar 1945 i Stockholm) er en dansk fotograf.
Kirsten Klein er uddannet som portræt- og museumsfotograf i 1966. Hun har i sine fotografier skildret landskaber, præget af årstidernes gang, vejrets skiften, menneskets dyrkning og naturens bearbejdning.
Kirsten Klein blev udpeget sammen med 13 andre fotografer til at deltage i projektet Danmark under forvandling, det har udmøntet sig i en bog og udstillinger i 2010.
I 2007 udstiller Kirsten Klein på Sophienholm (museum) sammen med Eli Benveniste.
Kirsten Klein er medlem af Kunstnersammenslutningen Corner.

## Reference
1. ↑  Politiken, Kultursektionen, den 14. juni 2008